# Wendy Siorpaes
Wendy Siorpaes (ur. 13 stycznia 1985 w San Candido) – włoska narciarka alpejska, specjalistka konkurencji szybkościowych.

## Kariera
Po raz pierwszy na arenie międzynarodowej pojawiła się 2 grudnia 2000 roku podczas zawodów FIS Race w St. Vigilio. Zajęła wtedy 79. miejsce w gigancie. W 2004 roku wystartowała na mistrzostwach świata juniorów w Mariborze, gdzie zajęła jedenaste miejsce w zjeździe, a rywalizacji w supergigancie nie ukończyła. Podczas rozgrywanych rok później mistrzostw świata juniorów w Bardonecchii była między innymi dziewiąta miejsce w zjeździe.
W zawodach Pucharu Świata zadebiutowała 14 stycznia 2004 roku w Cortina d’Ampezzo, gdzie nie ukończyła supergiganta. Pierwsze pucharowe punkty zdobyła kilkanaście dni później, 30 stycznia 2004 roku w Haus, zajmując piętnastą pozycję w zjeździe. Nigdy nie stanęła na podium zawodów tego cyklu, najwyższą lokatę osiągnęła 24 stycznia 2009 roku w Cortina d’Ampezzo, gdzie zjazd ukończyła na szóstej pozycji. Najlepsze wyniki osiągnęła w sezonie 2008/2009, kiedy to w klasyfikacji generalnej zajęła 62. miejsce.
W 2006 roku wystartowała na igrzyskach olimpijskich w Turynie, zajmując 27. miejsce w kombinacji. Był to jej jedyny występ olimpijski. Brała też udział w mistrzostwach świata w Val d’Isère w 2009 roku, gdzie była ósma w zjeździe, a supergiganta zakończyła na 21. miejscu.

## Osiągnięcia

### Igrzyska olimpijskie
| Miejsce | Dzień     | Rok  | Miejscowość | Konkurencja | Czas biegu | Strata | Zwyciężczyni    |
| ------- | --------- | ---- | ----------- | ----------- | ---------- | ------ | --------------- |
| 27.     | 18 lutego | 2006 | Turyn       | Kombinacja  | 2:51,08    | +11,77 | Janica Kostelić |

### Mistrzostwa świata
| Miejsce | Dzień    | Rok  | Miejscowość | Konkurencja | Czas biegu | Strata | Zwyciężczyni |
| ------- | -------- | ---- | ----------- | ----------- | ---------- | ------ | ------------ |
| 21.     | 3 lutego | 2009 | Val d’Isère | Supergigant | 1:20,73    | +4,62  | Lindsey Vonn |
| 8.      | 9 lutego | 2009 | Val d’Isère | Zjazd       | 1:30,31    | +2,00  | Lindsey Vonn |

### Mistrzostwa świata juniorów
| Miejsce | Dzień     | Rok  | Miejscowość  | Konkurencja | Czas biegu | Strata | Zwyciężczyni                      |
| ------- | --------- | ---- | ------------ | ----------- | ---------- | ------ | --------------------------------- |
| 11.     | 10 lutego | 2004 | Maribor      | Zjazd       | 1:12,23    | +1,68  | Maria Riesch                      |
| DNF     | 12 lutego | 2004 | Maribor      | Supergigant | 1:26,79    | -      | Nadia Fanchini Andrea Fischbacher |
| 9.      | 23 lutego | 2005 | Bardonecchia | Zjazd       | 1:28,84    | +1,50  | Nadia Fanchini                    |
| 14.     | 24 lutego | 2005 | Bardonecchia | Supergigant | 1:26,81    | +2,12  | Andrea Fischbacher                |

### Puchar Świata

#### Miejsca w klasyfikacji generalnej
- sezon 2003/2004: 101.
- sezon 2004/2005: 124.
- sezon 2005/2006: 72.
- sezon 2006/2007: 113.
- sezon 2007/2008: 69.
- sezon 2008/2009: 62.
- sezon 2009/2010: 113.

#### Miejsca na podium w zawodach
Siorpaes nigdy nie stanęła na podium zawodów PŚ.